# Cobîlea
Cobîlea è un comune della Moldavia situato nel distretto di Șoldănești di 2.986 abitanti al censimento del 2004.